# Strożęcin (gmina)
Strożęcin (alt. Stróżęcin; od 1973 Gralewo) – dawna gmina wiejska istniejąca do 1954 roku w woj. warszawskim. Nazwa gminy pochodzi od wsi Strożęcin, lecz siedzibą władz gminy było Gralewo.
W okresie międzywojennym gmina Strożęcin należała do powiatu płońskiego w woj. warszawskim. Po wojnie gmina zachowała przynależność administracyjną. Według stanu z 1 lipca 1952 roku gmina składała się z 29 gromad.
Gminę zniesiono 29 września 1954 roku wraz z reformą wprowadzającą gromady w miejsce gmin. Jednostki nie przywrócono 1 stycznia 1973 roku po reaktywowaniu gmin, utworzono natomiast jej terytorialny odpowiednik, gminę Gralewo (zniesioną w 1976 roku).